# Rosovka

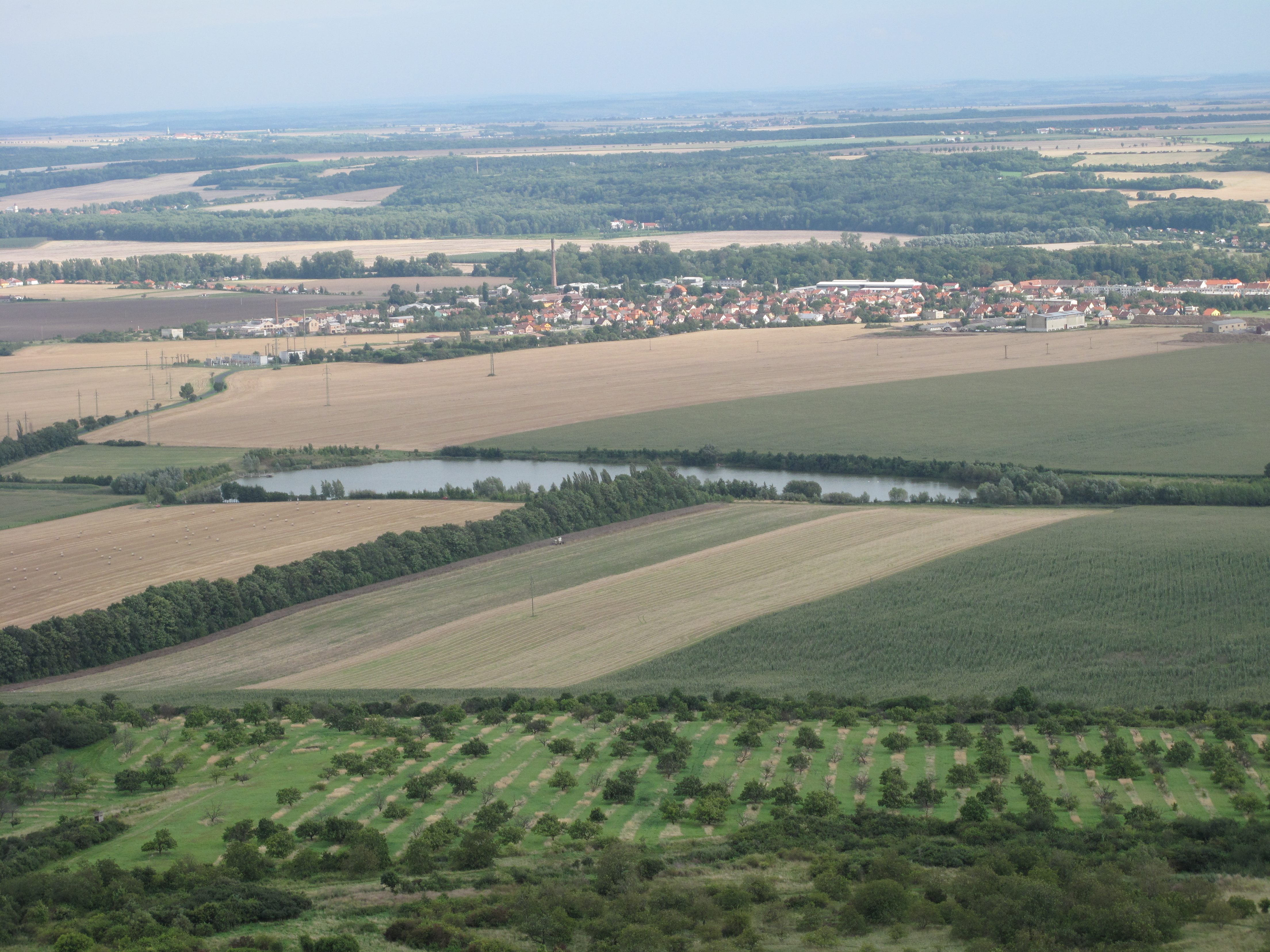
Třetí rybník na Rosovce nad Libochovicemi

Rosovka, Klapský potok nebo Klapská Modla (německy Kleiner Modelbach) je potok v okrese Litoměřice. Pramení východně od vsi Solany a u Radovesic se vlévá do Ohře. Je dlouhý 6 km, plocha jeho povodí měří 15 km² a průměrný průtok v ústí je 0,12 m³/s.

## Průběh toku
Pramení z v několika ramenech východně od obce Solany. Ta se stékají směrem jihovýchodním do Podhrázského rybníka, asi 2 km východně od Solan. Jedno z ramen vzniká také jako část vody Kuzovského potoka po bifurkaci toku jv. od vsi Solany. Dále pokračuje potok ve směru jihovýchodním do vesnice Lkáň. Pod Podhrázským rybníkem se do něj zleva vlévá menší potůček pramenící u železnice severovýchodně od Solan.
Potok protéká Lkání, kde sytí dvě umělé nádrže a pokračuje na jihovýchod do Klapého. Asi kilometr za Lkání se do něj vlévá zleva Voračovka, pramenící pod Solanskou horou. O kus dál je pak nově vybudovaný protáhlý rybník délky 0,6 km a šířky 0,11 km.
Vesnici Klapý potok obtéká tak, že na jejím začátku se stočí směrem jihozápadním a pak se opět přetočí na jihovýchodní směr. Na začátku obce napájí umělou nádrž. Dále ho zprava napájí vysýchavý potok Bažantnice, pramenící východně od Lukohořan. A o 300 m dále jiný vysýchavý potok zprava o délce 1350 m. V těchto místech je propojen zleva rybník v Klapém přepadovým korytem s Rosovkou – to je připojeno zleva. Za obcí pokračuje Rosovka stále východněji. Podtéká pod silnicí druhé třídy číslo 237 a kousek za mostem se do ni zprava vlévá další vysýchavý potok. Jeho počátek je asi 2,5 km západním směrem.
Nad Libochovicemi pak Rosovka protéká dalším větším rybníkem, jehož rozměry jsou 500 m délky a 160 m šířky. Zde již potok nabírá čistě východní směr. Asi jeden kilometr od hráze rybníka se do něj zleva vlévá potok pramenící u Slatiny a o 300 metrů dále – taktéž zleva – Podsedický potok. Dále se rameno kroutí k jihu a pak zase k východu podél železnice. Zde je do něj svedena zleva velmi krátká vodoteč o délce 500 m.
Dále Rosovka teče východním směrem nad vsí Radovesice a na jejím konci se stáčí k jihu, kde se vlévá do Ohře.

## Turistické zajímavostí v okolí
Mezi turistické zajímavosti nacházející se v blízkosti potoka patří původní Podhrázský mlýn na Podhrázském rybníku, hrad Hazmburk přístupný z obce Klapý a město Libochovice se svým zámkem, muzeem a židovským hřbitovem. Dále též přírodní park Dolní Poohří při jeho ústí do Ohře.